# Blepharosis illecebrosa
Blepharosis illecebrosa là một loài bướm đêm trong họ Noctuidae.